# Ehrenzeichen für Verdienste um die Republik Österreich (1922)

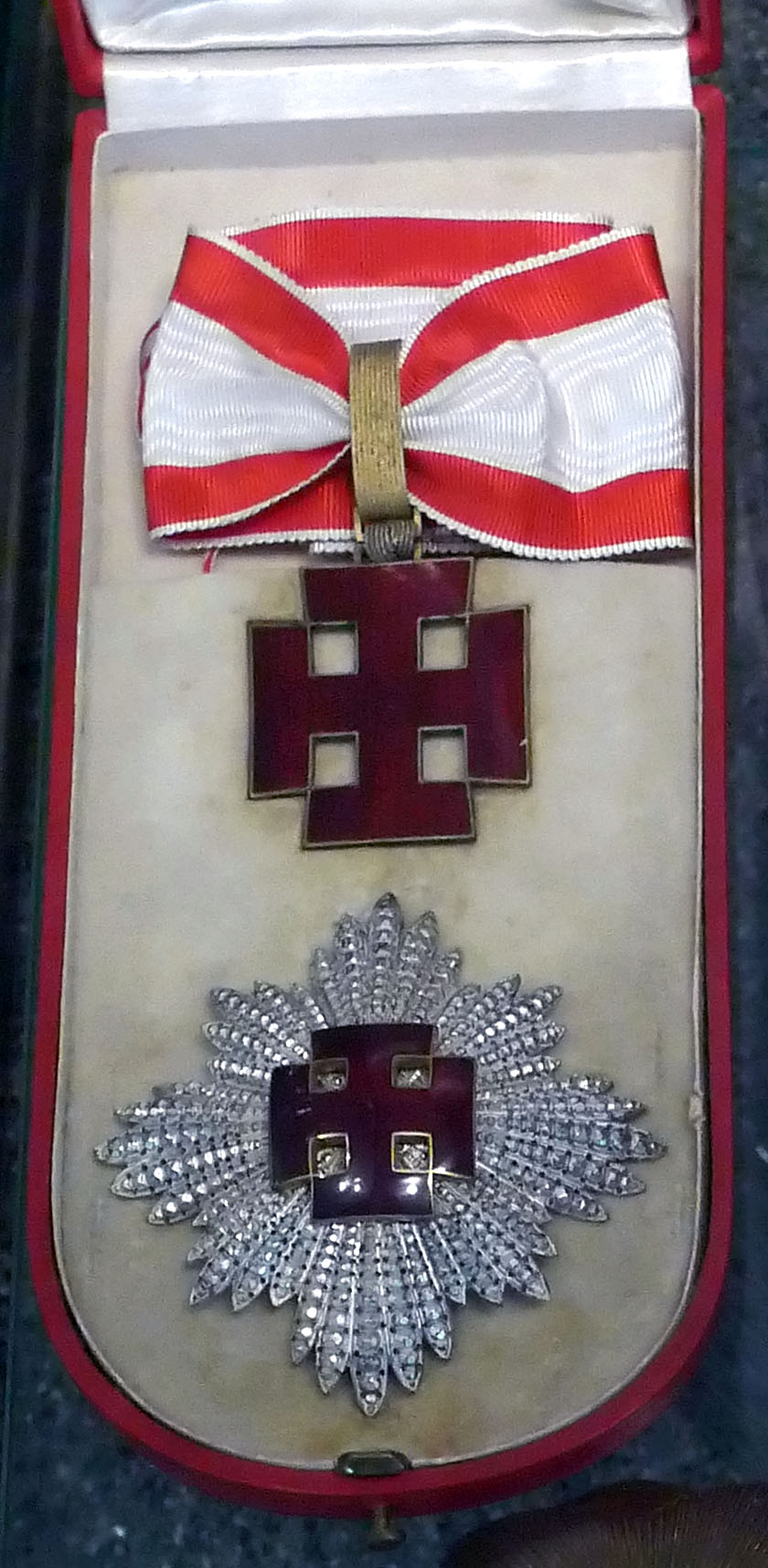
Großes Goldenes Ehrenzeichen mit dem Stern für Verdienste um die Republik Österreich (1922)

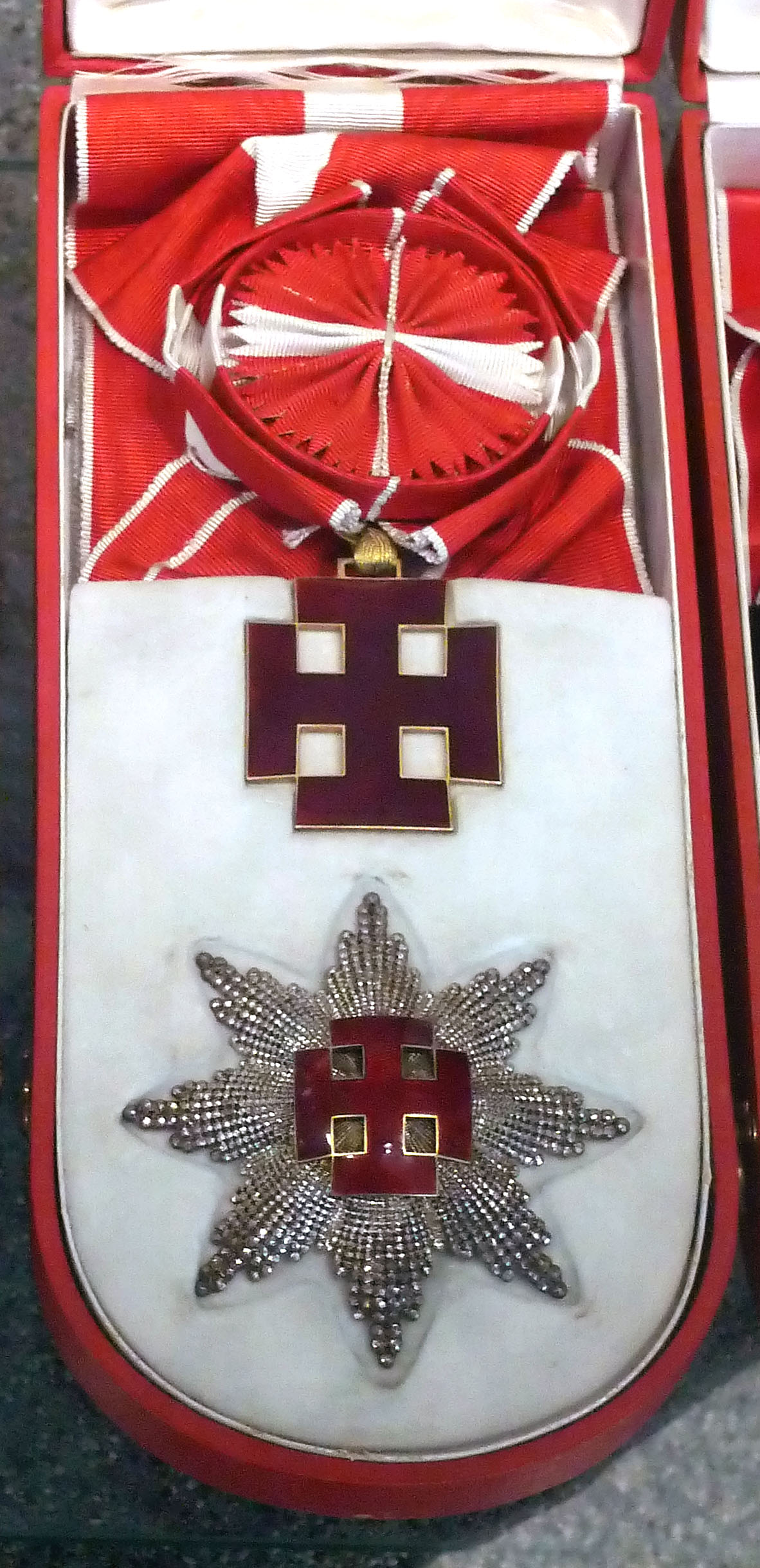
Großes Goldenes Ehrenzeichen am Bande für Verdienste um die Republik Österreich (1922)

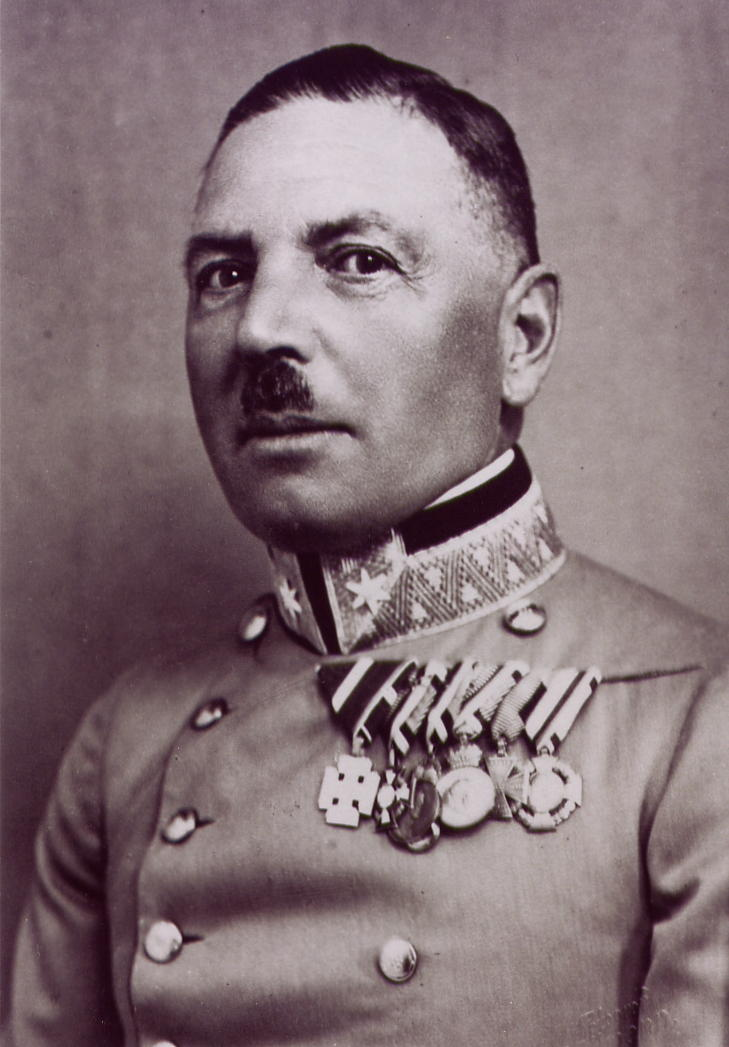
Generalmajor Camillo Bregant mit dem Silbernen Ehrenzeichen für Verdienste um die Republik Österreich an der linken Brust an erster Stelle, Aufnahme von 1932

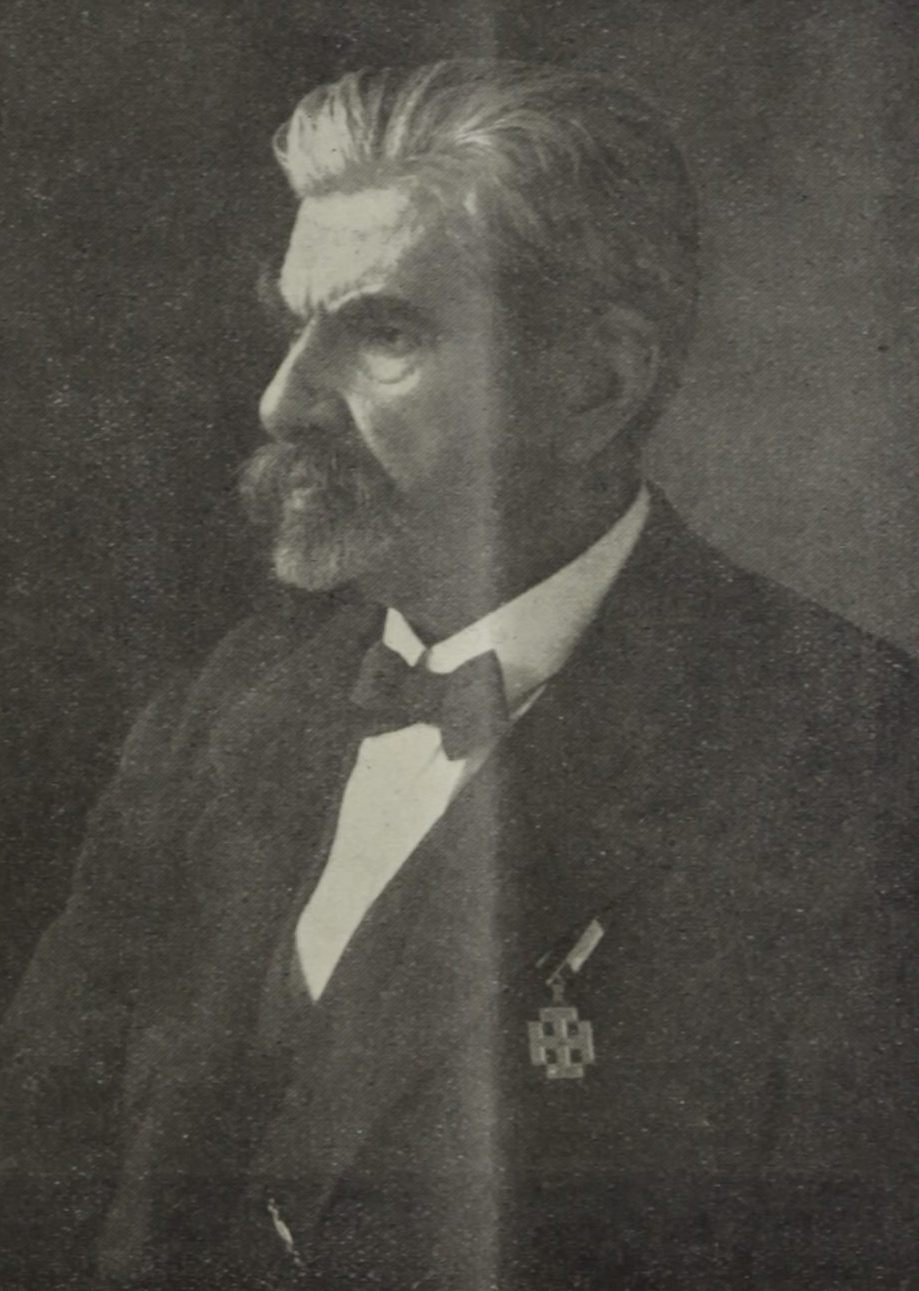
Wenzl Weis mit dem Goldenen Ehrenzeichen für Verdienste um die Republik Österreich, Aufnahme von 1929

Das Ehrenzeichen für Verdienste um die Republik Österreich nach dem Bundesgesetz vom 4. November 1922 war eine staatliche Auszeichnung der Ersten Republik Österreich, die insgesamt anfangs zehn, später sechzehn Ordensstufen umfasste.

## Überblick
Das Ehrenzeichen für Verdienste um die Republik Österreich (1922) war die wichtigste staatliche Ehrung, die in Österreich vergeben wurde. Es ist nicht zu verwechseln mit dem Österreichischen Verdienstorden (1934). Ein gleichnamiges Ehrenzeichen für Verdienste um die Republik Österreich (1952) wurde später von der Zweiten Republik Österreich mit Bundesgesetz vom 2. April 1952 eingeführt. Die entsprechenden Bestimmungen waren im Bundesgesetzblatt für die Republik Österreich (BGBl.) verankert.

## Ordensstufen

### Ordensstufen nach dem Bundesgesetz vom 4. November 1922, BGBl. Nr. 16/1923
- Großstern des Ehrenzeichens für Verdienste um die Republik Österreich
- Großes goldenes Ehrenzeichen am Bande für Verdienste um die Republik Österreich
- Großes goldenes Ehrenzeichen mit dem Stern für Verdienste um die Republik Österreich
- Großes goldenes Ehrenzeichen für Verdienste um die Republik Österreich
- Großes silbernes Ehrenzeichen für Verdienste um die Republik Österreich
- Goldenes Ehrenzeichen für Verdienste um die Republik Österreich
- Silbernes Ehrenzeichen für Verdienste um die Republik Österreich
- Goldene Medaille für Verdienste um die Republik Österreich
- Große silberne Medaille für Verdienste um die Republik Österreich
- Silberne Medaille für Verdienste um die Republik Österreich

### Abänderungen ab 1924
Mit den Verordnungen vom 26. März 1924, BGBl. Nr. 95, vom 2. April 1925, BGBL Nr. 125, vom 9. Oktober 1925, BGBl. Nr. 403 und vom 7. Juli 1926, BGBl. Nr. 129 gab es eine Abänderung einiger unteren Stufen:
- Die Goldene Medaille für Verdienste um die Republik Österreich wurde durch das Goldene Verdienstzeichen der Republik Österreich ersetzt.
- Die Große silberne Medaille für Verdienste um die Republik Österreich wurde durch das Silberne Verdienstzeichen der Republik Österreich ersetzt.

### Ordensstufen nach der Verordnung vom 8. März 1930, BGBl. Nr. 73
- Großstern des Ehrenzeichens für Verdienste um die Republik Österreich
- Großes goldenes Ehrenzeichen am Bande für Verdienste um die Republik Österreich
- Großes Ehrenzeichen am Bande für Verdienste um die Republik Österreich
- Großes goldenes Ehrenzeichen mit dem Stern für Verdienste um die Republik Österreich
- Großes Ehrenzeichen mit dem Stern für Verdienste um die Republik Österreich
- Großes goldenes Ehrenzeichen für Verdienste um die Republik Österreich
- Großes Ehrenzeichen für Verdienste um die Republik Österreich
- Großes silbernes Ehrenzeichen für Verdienste um die Republik Österreich
- Goldenes Ehrenzeichen für Verdienste um die Republik Österreich
- Silbernes Ehrenzeichen für Verdienste um die Republik Österreich
- Goldene Verdienstzeichen der Republik Österreich
- Silberne Verdienstzeichen der Republik Österreich
- Goldene Medaille für Verdienste um die Republik Österreich
- Große Silberne Medaille für Verdienste um die Republik Österreich
- Silberne Medaille für Verdienste um die Republik Österreich
- Bronzene Medaille für Verdienste um die Republik Österreich

## Kosten
Es fielen laut Verordnung vom 4. Mai 1923, BGBl. Nr. 293/23 anfangs folgende Kosten für den Beliehenen an:
- 6000 Kronen für den Großstern des Ehrenzeichens für Verdienste um die Republik Österreich
- 5000 Kronen für das Große goldene Ehrenzeichen am Bande für Verdienste um die Republik Österreich
- 4000 Kronen für das Große goldene Ehrenzeichen mit dem Stern für Verdienste um die Republik Österreich
- 3000 Kronen für das Große goldene Ehrenzeichen für Verdienste um die Republik Österreich
- 2000 Kronen für das Große silberne Ehrenzeichen für Verdienste um die Republik Österreich
- 500 Kronen für das Goldene Ehrenzeichen für Verdienste um die Republik Österreich
- 200 Kronen für das Silberne Ehrenzeichen für Verdienste um die Republik Österreich
- 50 Kronen für die Goldene Medaille für Verdienste um die Republik Österreich
- 20 Kronen für die Große silberne Medaille für Verdienste um die Republik Österreich
- 10 Kronen für die Silberne Medaille für Verdienste um die Republik Österreich

## Verleihungspraxis
Anhand der militärischen Dienstgrade des Bundesheeres kann die Stufe und Wertigkeit der Ehrenzeichen annähernd zugeordnet werden:
- General: Großes goldenes Ehrenzeichen mit dem Stern für Verdienste um die Republik Österreich
- Generalmajor: Großes silbernes Ehrenzeichen für Verdienste um die Republik Österreich
- Oberst: Goldenes Ehrenzeichen für Verdienste um die Republik Österreich
- Oberstleutnant: Silbernes Ehrenzeichen für Verdienste um die Republik Österreich
- Major: Silbernes Ehrenzeichen für Verdienste um die Republik Österreich
- Hauptmann: Goldenes Verdienstzeichen der Republik Österreich
- Oberleutnant: Silbernes Verdienstzeichen der Republik Österreich
- Leutnant: Silbernes Verdienstzeichen der Republik Österreich
- Vizeleutnant: Goldenes Verdienstzeichen der Republik Österreich
- Offizierstellvertreter: Silbernes Verdienstzeichen der Republik Österreich
- Stabswachtmeister: Silbernes Verdienstzeichen der Republik Österreich
- Wachtmeister: Silberne Medaille für Verdienste um die Republik Österreich
- Zugsführer: Silberne Medaille für Verdienste um die Republik Österreich
- Korporal: Silberne Medaille für Verdienste um die Republik Österreich
- Gefreiter: Silberne Medaille für Verdienste um die Republik Österreich

## Träger
Eine Auflistung der Träger ist in der Kategorie:Träger des Ehrenzeichens für Verdienste um die Republik Österreich (1922) zu finden.

## Museale Rezeption
Im Wiener Heeresgeschichtlichen Museum ist das Ehrenzeichen für Verdienste um die Republik Österreich in allen Variationen in einer eigenen Vitrine (Bereich Republik und Diktatur) ausgestellt.